# Ange ou Démon (série télévisée)
Pour les articles homonymes, voir Ange ou Démon.
Ange ou Démon (Ángel o demonio) est une série télévisée espagnole en 22 épisodes de 90 minutes créée par Daniel Cebrián et Joaquín Górriz et diffusée entre le 1er février 2011 et le 13 juillet 2011 sur FDF.
En France, la série est diffusée à partir du 25 juillet 2014 sur NT1. Elle reste inédite dans les autres pays francophones.

## Synopsis
Valeria est en apparence une jeune fille tout à fait normale de dix-sept ans. Mais, à la suite d'évènements tragiques, elle découvre qu'elle est amenée à devenir un Ange, et doit donc choisir entre le Bien et le Mal : être une Malak ou un ange déchu, un Démon. Si elle peut compter sur l'aide de Natael, son protecteur divin, Valeria doit également faire face aux Démons, prêts à tout pour la faire chuter... Y compris à envoyer à sa rencontre le séduisant Damien.

## Distribution

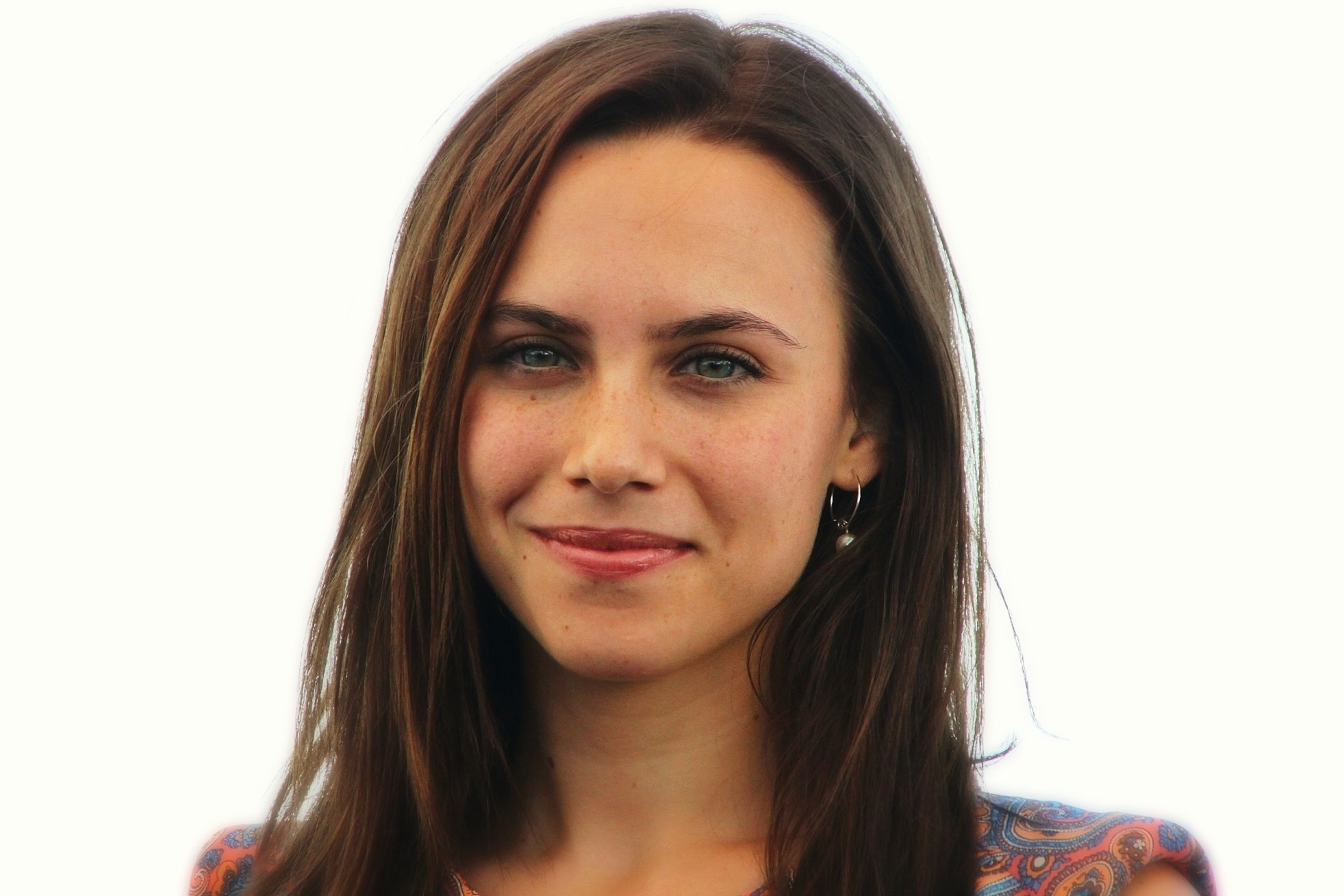
Aura Garrido interprète le personnage principal de la série.

- Aura Garrido (VF : Jessica Monceau) : Valeria Galton, étudiante
- Jaime Olías (es) (VF : Yoann Sover) : Damien Lucena, Démon (VO : Damián)
- Manu Fullola (es) (VF : Jean-François Cros) : Natael, Ange
- Carmen Sánchez (es) (VF : Adeline Chetail) : Douna, Démon (VO : Duna)
- Carla Nieto (es) (VF : Anne Tilloy) : Iris, Démon
- Mar Saura (VF : Hélène Bizot) : Alexia, Démon
- Jorge Suquet (VF : Valentin Merlet) : Graziel, Démon
- Maru Valdivielso (es) (VF : Ivana Coppola) : Laia, la mère de Valeria, chirurgienne
- Jaime Pujol (es) (VF : Tony Joudrier) : Jonathan, le père de Valeria, dessinateur (VO : Juán Carlos)
- Pablo Orteu (VF : Hervé Grull) : Tony, le frère cadet de Valeria, étudiant (VO : Santi)
- Robert Pinter (VF : Jérémy Prévost) : Rudy, le frère aîné de Valeria, disparu depuis presque un an
- Aitana Hercal (VF : Caroline Pascal) : Isabelle Corridor, la meilleure amie de Valeria (VO : Isa)
- Nazaret Aracil (es) (VF : Delphine Rivière) : Miranda, la rivale de Valeria
- Roberto Hoyas (es) (VF : Damien Ferrette) : le Père Adrien (VO : Padre Adrián)
- Àlex Maruny (VF : Maxime Nivet) : Joel

## Épisodes

### Première saison
1. La Naissance d'un ange (Malak)
2. Le Démon de la jalousie (El demonio de los celos)
3. Dans le collimateur (Tras la muerte te amaré)
4. Prémonition (La prueba de fuego)
5. Contrepartie (Véndeme tu alma)
6. Affaires de famille (Lazos familiares)
7. Jeux d'enfants (Juegos de niños)
8. L'Enfer du jeu (Buena racha)
9. Vertige de l'amour (Cuentas pendientes)
10. La Nuit de la prophétie (Noche sin luna)
11. Une vie contre une autre (Una vida por otra)
12. De vieux démons (La muerte dulce)
13. Les Ailes d'un ange (Para la eternidad)

### Deuxième saison
1. Petits meurtres entre ennemis (Tus amigos siempre cerca)
2. Le Riche et le pauvre (Secuestrada)
3. Jeunesse éternelle (Eterna juventud)
4. Les Larmes d'un ange (¿Quién puede hacer llorar a un ángel?)
5. Les Limites de la loi (Ojo por ojo)
6. Pour ma sœur (Las flores del mal)
7. Cruel dilemme (De padres e hijos)
8. En son âme et conscience (Inocente o culpable)
9. Rédemption (Más allá del fin de los tiempos)

## Réception

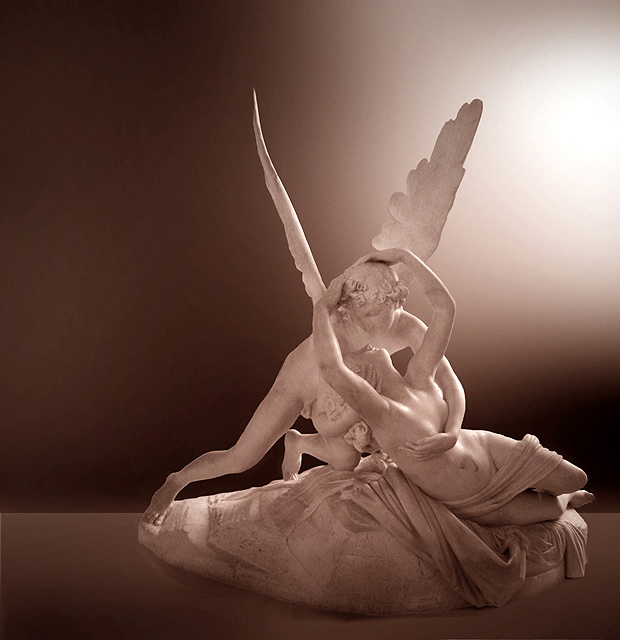
Psyché ranimée par le baiser de l'Amour, la célèbre statue exposée au Musée du Louvre.

La série a été plutôt bien accueillie en Espagne où, lors des Must! Awards, elle a été nommée dans la catégorie meilleure série nationale et Aura Garrido dans celle de meilleure actrice ; Carla Nieto, qui joue l'une des principales antagonistes, a remporté lors de ce même festival le prix de meilleure actrice. Ange ou Démon a également été nommée dans plusieurs classements, établis par la presse ou à la radio. De plus, elle obtient un score moyen de 7/10, sur la base de 139 avis collectés par le site IMDb.

## Anecdotes
- Valeria est sensible à la poésie anglophone et compte parmi ses lectures différents poèmes de John Keats, Lord Byron et Edgar Allan Poe. Elle lit aussi le poète français Charles Baudelaire [5]. Damien, quant à lui, lit des poésies de l'écrivain anglais William Morris, que l'on considère souvent comme le père de la fantasy.

- Le générique, montrant l'étreinte d'une mortelle et d'un Ange, évoque Psyché ranimée par le baiser de l'Amour, célèbre sculpture en marbre (1793) d'Antonio Canova, exposée au Musée du Louvre (Paris).
- Aura Garrido[6] est l'héroïne de la série Le Ministère du temps[7] dans laquelle elle retrouve le temps de quelques épisodes sa partenaire d'Ange ou démon Mar Saura.
- Aura Garrido croise en 2015 une l'actrice Carmen Sanchez le temps de quelques épisodes dans la série El Capitán[8] diffusée sur Arte.